# Агата (жена Самуила)
Агата (X век, Дуррес — 990-е, Болгария) — царица Болгарии, жена царя Болгарии Самуила.
Согласно более позднему дополнению к хронике византийского историка конца XI века Иоанна Скилицы, Агата была пленницей из Ларисы и дочерью диррахийского магната, Иоанна Хрисилия. Скилица прямо называет её матерью наследника Самуила, Гавриила Радомира, что означает, что она, вероятно, была женой Самуила. С другой стороны, Скилица позже упоминает, что сам Гавриил Радомир также взял красивую пленницу по имени Ирина из Ларисы в качестве своей жены. По мнению редакторов Prosopographie der mittelbyzantinischen Zeit, такая путаница могла быть результатом ошибки более позднего переписчика, и настоящей родиной Агаты была не Лариса, а Диррахий. Согласно той же работе она, вероятно, умерла приблизительно в 998 году, когда её отец сдал Диррахий византийскому императору Василию II.
Только двое детей Самуила и Агаты известны по имени: Гавриил Радомир и Мирослава. Две другие безымянные дочери упоминаются в 1018 году наряду с бастардом Самуила.
Агата — один из главных персонажей трилогии Димитра Талева «Самуил, царь болгарский».